# Cratere Manzini
Manzini è un cratere lunare intitolato al cultore di ottica e astronomia Carlo Antonio Manzini. Si trova a meno di un diametro a sud-sudovest del cratere Mutus, e a nordovest del cratere Boguslawsky. Quest'ultima è una formazione di dimensioni e aspetto molto simili a Manzini.
Il bordo esterno di Manzini è pesantemente eroso ed irregolare, e a nord-nordest è unito al piccolo cratere 'Manzini R'. La cresta lungo questo lato è più bassa, e forma una sella. Lungo il lato meridionale c'è un ammasso di piccoli crateri sovrapposti, elencati con la lettera D, E, G ed N nella tabella sottostante. Il cratere 'Manzini A' è altrettanto eroso, e si trova lungo la parete interna a sudest. 'Manzini S' occupa la parete interna settentrionale, mentre 'Manzini J', di forma circolare, è fuso con il confine nordovest.
La superficie interna è stata ricoperta di lava nel passato, ed è ora piatta e priva di formazioni, punteggiata soltanto da qualche minuscolo cratere. Il fondale ha la stessa albedo del terreno circostante.

## Crateri correlati
Alcuni crateri minori situati in prossimità di Manzini sono convenzionalmente identificati, sulle mappe lunari, attraverso una lettera associata al nome.
| Manzini | Latitudine | Longitudine | Diametro |
| ------- | ---------- | ----------- | -------- |
| A       | 68.4° S    | 27.5° E     | 20 km    |
| B       | 63.7° S    | 21.1° E     | 28 km    |
| C       | 70.1° S    | 22.1° E     | 25 km    |
| D       | 69.6° S    | 24.7° E     | 34 km    |
| E       | 68.9° S    | 25.4° E     | 18 km    |
| F       | 63.9° S    | 19.7° E     | 18 km    |
| G       | 69.6° S    | 26.0° E     | 16 km    |
| H       | 68.6° S    | 19.2° E     | 13 km    |
| J       | 66.3° S    | 23.5° E     | 12 km    |
| K       | 63.3° S    | 20.3° E     | 12 km    |
| L       | 64.4° S    | 22.7° E     | 20 km    |
| M       | 63.4° S    | 22.8° E     | 6 km     |
| N       | 70.2° S    | 28.8° E     | 14 km    |
| O       | 64.9° S    | 25.0° E     | 5 km     |
| P       | 67.8° S    | 29.4° E     | 6 km     |
| R       | 65.9° S    | 30.0° E     | 16 km    |
| S       | 66.4° S    | 27.3° E     | 11 km    |
| T       | 67.5° S    | 32.9° E     | 21 km    |
| U       | 68.6° S    | 34.5° E     | 21 km    |